# Jón Rói Jacobsen
Jón Rói Jacobsen (ur. 7 kwietnia 1983) – farerski piłkarz grający na pozycji obrońcy w duńskim pierwszoligowym klubie Aalborg BK (Superligaen).

## Kariera piłkarska
Jacobsen rozpoczynał grę w stołecznym klubie piłkarskim ojczystego archipelagu - HB Tórshavn, w 2000 roku. Miał wówczas siedemnaście lat. Już od pierwszego sezonu zawodnik ten spisywał się znakomicie na boisku, zagrał 15 i strzelił w nich aż 8 bramek. HB Tórshavn zajął wówczas drugie miejsce w tabeli. Kolejne dwa sezony, które rozegrał w tym klubie mimo że nie obfitowały już w tyle bramek młodego obrońcy, można uznać za udane biorąc pod uwagę liczbę jego występów oraz pierwsze miejsce stołecznego zespołu Wysp Owczych zajęte w roku 2002.
Po tych sukcesach Jón Rói Jacobsen został wypożyczony na dwa sezony duńskiemu klubowi Brøndby IF, grającemu w pierwszej lidze swego kraju. Zawodnik rozegrał tam w tym czasie 7 meczów i nie zdobył żadnej bramki. Po tych dwóch sezonach postanowił na stałe przenieść się do duńskich lig i podpisał kontrakt z kopenhaskim klubem BK Frem grającym w Viasat Sport Division (drugiej lidze duńskiej). W klubie tym rozegrał aż 42 spotkania i strzelił 5 bramek w przeciągu dwóch sezonów, jego zespół zajął w ostatnim sezonie Jacobsena dziesiąte miejsce w tabeli. W 2005 klub przyznał Jacobsenowi tytuł gracza roku swej drużyny. Obrońca postanowił się przenieść i trafił do Aalborg BK, w którym gra do dziś, strzelając tam jedną bramkę przy jedenastu występach.

## Kariera reprezentacyjna
Jacobsen zaczął grać w kadrze od 2001 roku. Do gry po raz pierwszy wszedł w meczu eliminacyjnym do Mistrzostw Świata 2002 w lipcu, przeciw Szwajcarii. Od tamtej pory rozegrał 31 spotkań i nie zdobył ani jednej bramki.